# Herrschaft Goseck

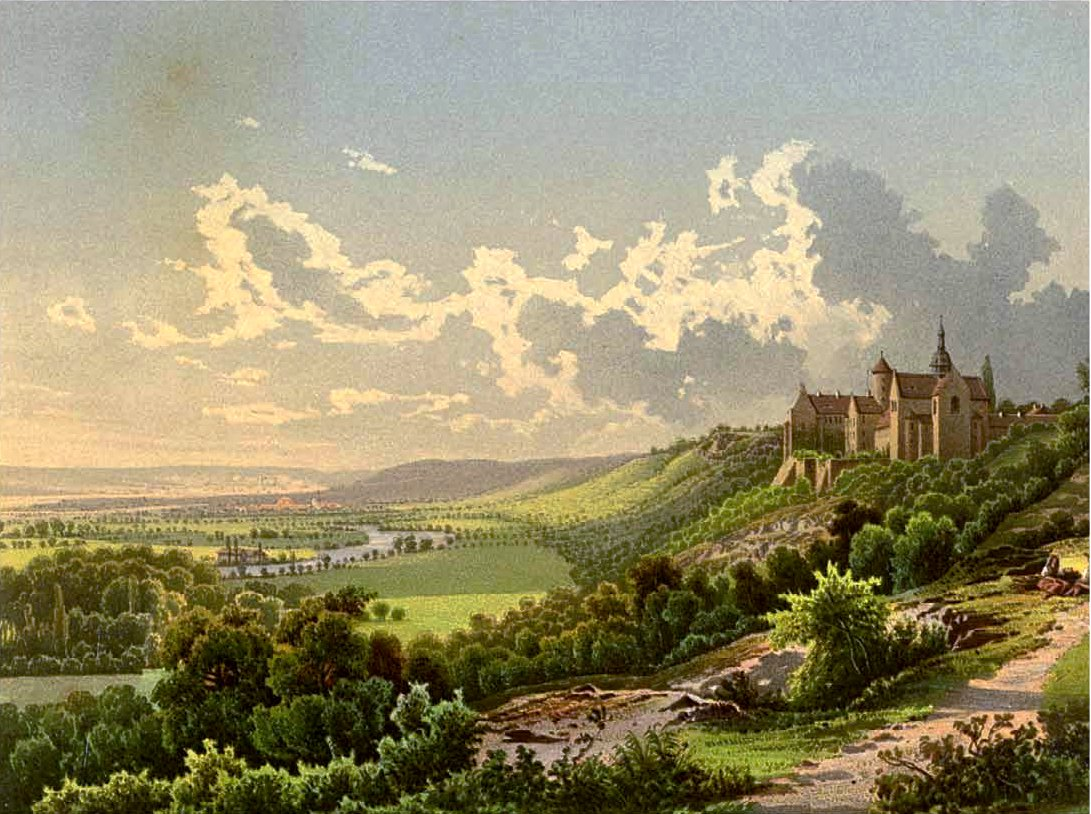
Blick zum Schloss Goseck hoch über dem Saaletal

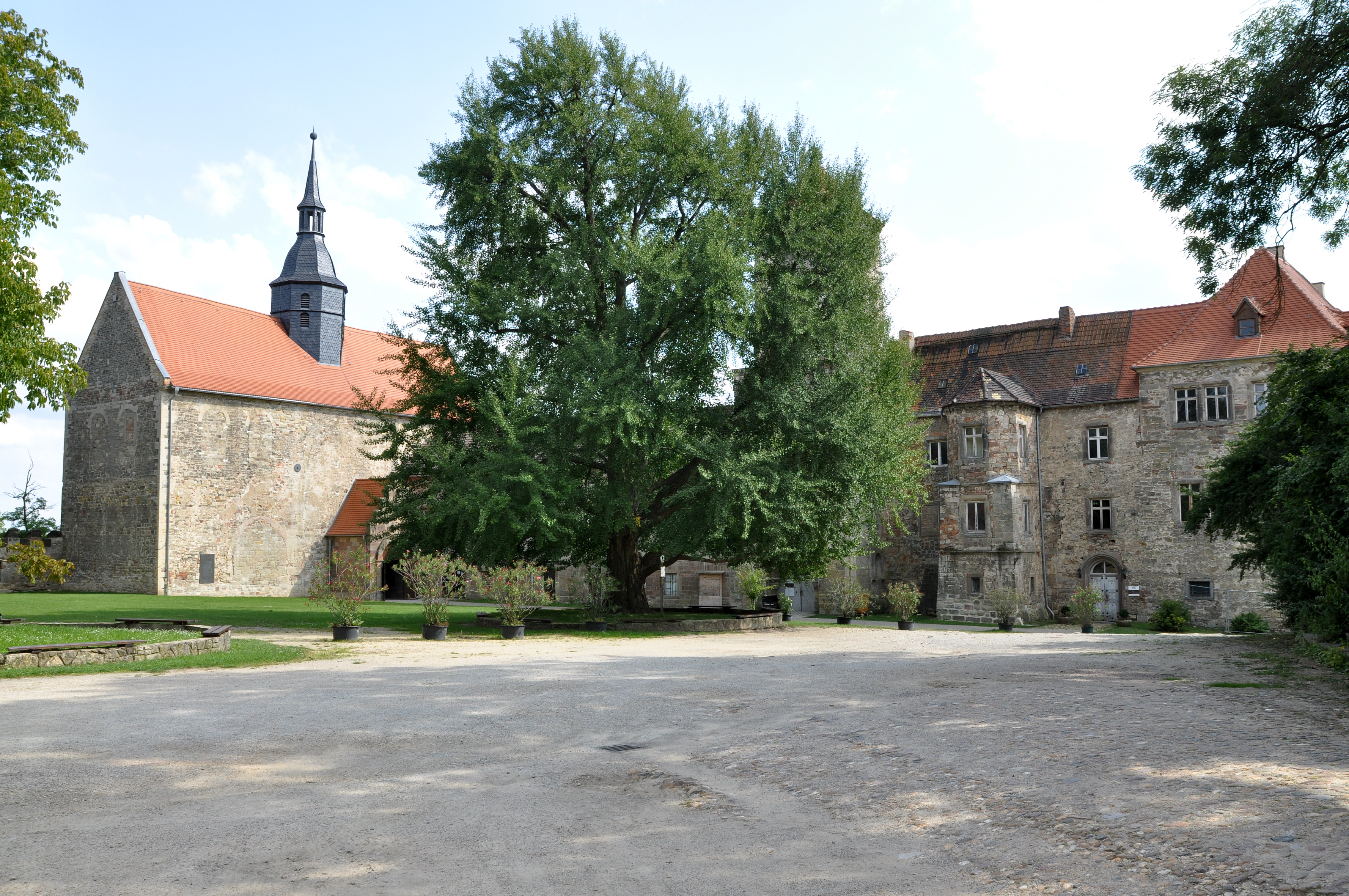
Schloss Goseck – Mittelpunkt der gleichnamigen Herrschaft

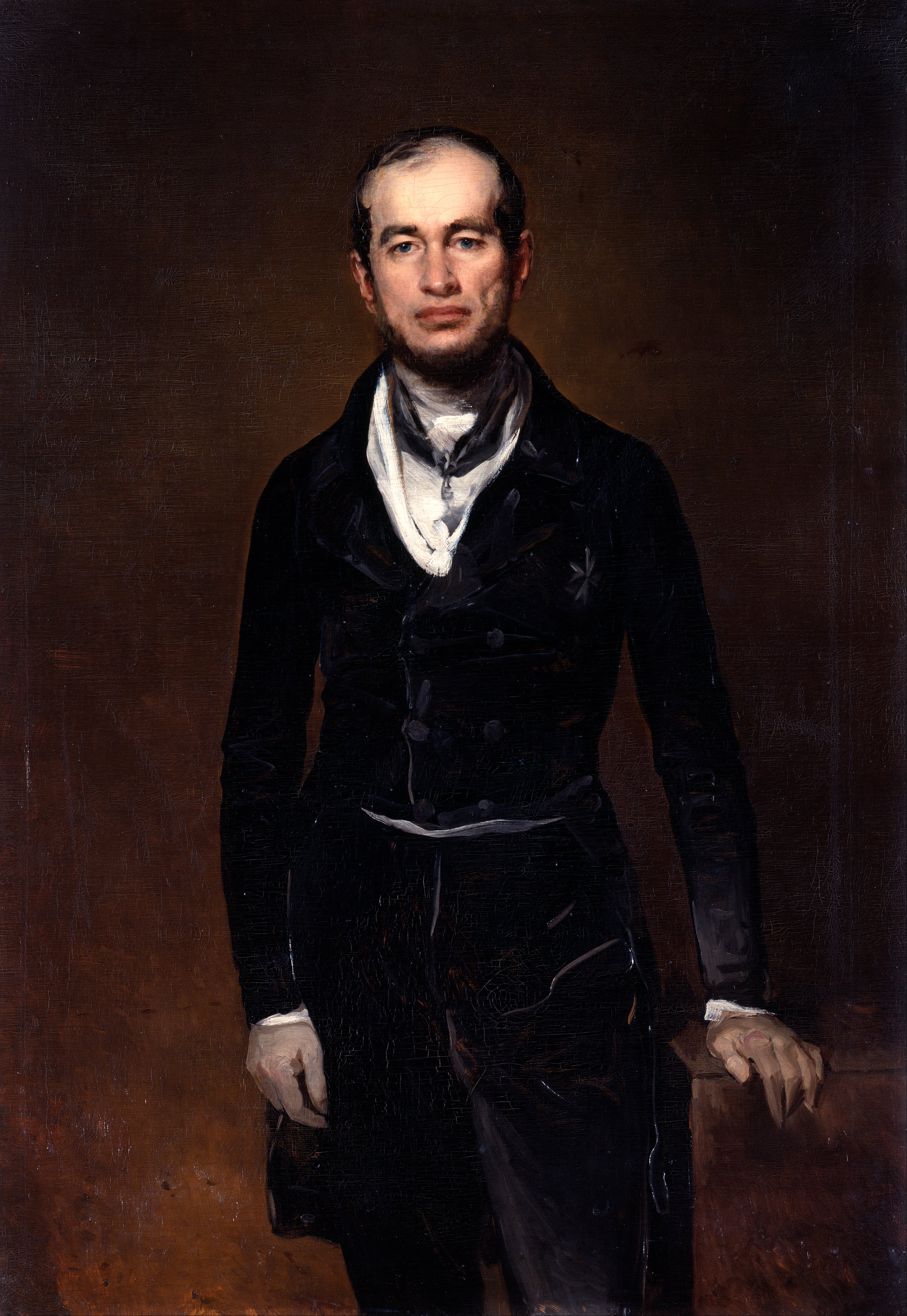
Julius Graf Zech-Burkersroda, von 1840 bis 1872 Besitzer von Goseck

Die Herrschaft Goseck geht auf den Grundbesitz des in der Folge der Reformation im 16. Jahrhundert säkularisierten Klosters Goseck zurück. Aus dem aufgelösten Kloster wurde ein schriftsässiges Rittergut im Amt Freyburg des Thüringer Kreises des Kurfürstentums Sachsens. Nach dem Wiener Kongress 1815 fiel das Rittergut Goseck an die neugebildete preußische Provinz Sachsen. Zur Gutsherrschaft Goseck gehörten die Dörfer Goseck, Dobichau, Kleingräfendorf, Pettstädt, Teile der Dörfer Markröhlitz und Eulau; eingepfarrt war Lobitzsch.

## Geschichte
Zu den ersten Besitzern des Rittergutes gehörten Georg von Altensee († 1565) und als Nachfolger sein Bruder Lamprecht von Altensee († 1581).
1594 wurde Franz von Königsmarck mit Goseck belehnt, dessen Ehefrau Katharina geb. von Hoym nach seinem Tode den Kanzler Bernhard von Pöllnitz heiratete. Beide wurden im Jahre 1609 von sächsischen Kurfürsten mit Goseck belehnt. Ihnen folgten die Söhne Christian Julius († 1662) und Hans Christoph von Pöllnitz (gestorben 1680).
1684 verwaltete Amalie von Pöllnitz geb. von Hunigk als Witwe in Vormundschaft ihrer Söhne Christoph Bernhard und Christian Julius Heinrich das Gut Goseck. Da beide Söhne nach einer Seereise für tot erklärt wurden, ging der Gutsbesitz auf verschiedene Erben über, von denen Goseck an den Obersteuerrat Gottfried Pfitzner (gestorben 1732) überlassen wurde. Weitere Besitzer sind sein Sohn Hofrat Jakob Heinrich Pfitzner († 1737) und der Enkel Gottfried Heinrich Pfitzner († 1758). Nach dessen frühen Tod übernahm seine Mutter Charlotte Sophie, geb. Lampe (gestorben 1776) das Gut, welches sie an ihren Sohn aus zweiter Ehe Ludwig Wilhelm von Eckhardt weitervererbte.
Ab 1808 sind Carolina Christiane von Schönberg, geb. von Brandenstein und ihre drei Geschwister als Besitzer von Goseck nachweisbar. Im Besitz der Freiherrn von Brandenstein blieb Goseck bis 1840.
Im Jahre 1840 erwarb Julius Graf von Zech-Burkersroda (1805–1872) Goseck und Uichteritz. Er war gleichzeitig Besitzer der Güter Kötzschau, Bündorf, Geusa und Benndorf; Diehsa; Börln und Radegast.
1847 verkaufte Julius Graf von Zech-Burkersroda Benndorf, 1854 wurde auch Uichteritz verkauft. Dieser umfangreiche Güterkomplex fiel durch Erbschaft an seine beiden Söhne. Julius Ludwig August Graf von Zech-Burkersroda (1835–1876), welcher 1867 das Rittergut Eulau erwarb und später Goseck, Bündorf, Geusa und Diehsa erbte. Friedrich Ludwig Graf von Zech-Burkersroda (1853–1927) erbte Börln, Radegast und Kötzschau. Das Rittergut Goseck blieb bis zur Bodenreform im September 1945 im Besitz der Familie Graf von Zech-Burkersroda.